# Список знаменосцев Маршалловых Островов на Олимпийских играх
Это список знаменосцев, которые представляли Маршалловы Острова на Олимпийских играх.
Знаменосцы несут национальный флаг своей страны на церемонии открытия Олимпийских игр.
| # | Год, Место   | Сезон | Имя Фамилия      | Вид спорта       |
| - | ------------ | ----- | ---------------- | ---------------- |
| 1 | 2008, Пекин  | Лето  | Вэйлон Мюллер    | Вольная борьба   |
| 2 | 2012, Лондон | Лето  | Хейли Немра      | Лёгкая атлетика  |
| 3 | 2016, Лондон | Лето  | Мэтти Сассер     | Тяжёлая атлетика |
| 4 | 2020, Токио  | Лето  | Коллин Ферджесон | Плавание         |
| 4 | 2020, Токио  | Лето  | Филлип Киноно    | Плавание         |